# 福岡保育士殺人事件
福岡保育士殺人事件（ふくおかほいくしさつじんじけん）とは、2016年10月15日に福岡県福岡市南区で保育士の女性が殺害された殺人事件。

## 事件の概要
2016年10月15日、犯人Xが福岡市南区のアパート2階にある保育士の女性A宅にベランダの窓ガラスを割り侵入し、帰宅したAの胸を小型ナイフで2回突き刺すなどした。Aは昏睡状態が続いたが約一週間後、出血性ショックによる多臓器不全で死亡した。
Xは2004年6月に福岡市早良区のマンションで、Xが物色中、1人暮らしをしていた女性(当時37歳)に見つかり、Xは女性の背中をナイフで刺して、金品を奪って逃走したとして、強盗殺人未遂の罪で服役しており、2016年2月に仮釈放され、福岡県久留米市のNPO法人が運営する自立支援施設で8カ月を過ごし、10月2日に刑期を満了し、その後は建設業で住込みで働くことになり施設を離れていた。
事件前日にはNPO法人のメンバーと久留米市内で会い、「アパートを借りたい」と話したため、NPO法人で預かっていた現金約9万5000円を送金していた。Xは10月21日、現場周辺の防犯カメラの映像などからXの行方を追っていた福岡県警南署に出頭した。出頭時の所持金は数百円しかなかった。
被害者の通夜には勤務先の保育園の園児など数百人が参列した。

## 裁判
2018年12月19日、福岡地裁で、裁判長は「更生は困難で、生涯をかけて罪を償うべきだ」と述べ、判決で「刑期満了からわずか10日余りで再び凶行に及んで人命を奪った点は極めて強い非難が向けられるべきだ」「前刑の長期服役中に被害者の視点から内省を深めるなど再犯防止の取り組みを積極的にしてきたとは見えない」とし有期懲役の余地はないと、求刑通り無期懲役を言い渡した。